# Joe Garner
Joseph „Joe” Alan Garner (ur. 12 kwietnia 1988 w Blackburn) – angielski piłkarz grający w angielskim klubie Rangers. Występuje na pozycji napastnika.

## Kariera klubowa
Joe Garner karierę zawodniczą zaczął w klubie z rodzinnego miasta, Blackburn Rovers w 2005 roku. W 2007 roku został wypożyczony z Blackburn do Carlisle United, do którego później został sprzedany za kwotę 140 tysięcy funtów. 25 lipca 2008 przeszedł do Nottingham Forest za 1140 tys. funtów. Z Nottingham Forest w sezonie 2010/2011 przechodził na wypożyczenia do Huddersfield Town F.C. i Scunthorpe United. 31 sierpnia 2011 opuścił definitywnie Nottingham Forest i został zawodnikiem Watford; kwota transferu nie została ujawniona. W sezonie 2012/2013 został wypożyczony do Carlisle United.
8 stycznia 2013 podpisał 18-miesięczny kontrakt z możliwością przedłużenia na rok z Preston North End. Swojego pierwszego gola dla Preston zdobył 12 marca 2013 przeciwko Notts County. 14 marca 2015 zdobył 4 bramki w meczu przeciwko Crewe Alexandra. W sezonie 2014/2015 został królem strzelców Football League One oraz został wybrany piłkarzem roku. W 2016 trafił do Rangers.